# Heteronyx setifer
Heteronyx setifer är en skalbaggsart som beskrevs av Blackburn 1890. Heteronyx setifer ingår i släktet Heteronyx och familjen Melolonthidae. Inga underarter finns listade i Catalogue of Life.